# 영덕 흥교당
영덕 흥교당(盈德 興敎堂)은 대한민국 경상북도 영덕군 축산면 도곡리에 있는 건축물이다. 2014년 12월 18일 경상북도의 문화재자료 제627호로 지정되었다.

## 개요
흥교당은 1688년 (숙종 14년) 건립되어 박선을 배향한 陶溪精舍가 1868년(고종 5년) 훼철된 이후 향인들에 의해 건축되었다고 한다. 기 지정된 무안 박씨 무의공파 종택(경상북도 민속자료 제74호)과 영덕군 도곡동 충효당 (경상북도 민속자료 제83호)이 도와공 박선과 밀접한 관련이 있다. 현존 건물의 건축연대는 1868년 이후로 흥교당은 2000년 사주문이 넘어진 것을 바로 세웠고, 2002년 지붕을 전체적으로 정비하였으며, 2004년 태풍으로 붕괴된 담장을 보수한 바 있으나, 흥교당은 원형이 잘 보존되어 있어 문화재로 지정하여 보존할 만한 가치가 있다고 판단되어 문화재자료로 지정한다.

## 참고 자료
- 영덕 흥교당 - 국가유산청 국가유산포털